# Lunéville
Lunéville er en by og kommune i departementet Meurthe-et-Moselle i regionen Lorraine i det østlige Frankrig med 17.920(2022) indbyggere.
Lunéville er sous-préfecture (underpræfektur) i departementet.
Byen ligger ved floden Meurthe.

## Historie
Lunéville var tidligere hovedstad i Hertugdømmet Lothringen, der fra 843 til 1766 var en del af Det Hellige Romerske Rige af Tysk Nation. Det nærliggende Château de Lunéville var residens for Hertugen af Lothringen, indtil 1766, da hertugdømmet blev en del af Frankrig. Den sidste hertug var Stanislaw Leszczynski, tidligere konge af Polen-Litauen.
Byen har været præget af den tysk-franske rivalisering. Freden i Lunéville blev i 1801 underskrevet af Frankrig og Frans 2., Kejser at det Tysk-Romerske Rige. Ved afslutningen af Den fransk-preussiske krig med Freden i Frankfurt blev Lunéville en grænseby, hvilket medførte, at mange fransksindede fra Alsace og Moselle flyttede til byen.